# Nidzica żółtobrzega
Nidzica żółtobrzega (Neottiglossa leporina) – gatunek pluskwiaka z podrzędu różnoskrzydłych i rodziny tarczówkowatych.

## Taksonomia
Gatunek ten opisany został po raz pierwszy w 1830 roku przez Gottlieba Augusta Herricha-Schäffera jako Pentatoma leporina.

## Morfologia
Pluskwiak o wydłużonym ciele długości od 5 do 6,5 mm. Podstawowe ubarwienie ma zwykle żółtobrązowe z ciemnym punktowaniem i czasem z ciemniejszymi, a bardzo rzadko z czarnobrązowymi dwoma ostatnimi członami czułków. Gęsto punktowana głowa ma nadustek zakryty wierzchołkami policzków. Środkiem tyłu głowy, przedplecza i tarczki biegnie jedno jaśniejsze, niepunktowane żeberko, które może być słabo dostrzegalne. Boczne brzegi przedplecza i przednio-boczne kąty tarczki są niepunktowane i trochę rozjaśnione. Tarczka jest tylnej połowie tak szeroka jak w nasadowej i wykracza znacząco poza przykrywkę półpokryw. Zewnętrzna część przykrywki jest bezbarwnie punktowana. Na pleurytach zatułowia wyraźnie widoczne są ujścia gruczołów zapachowych wraz z bardzo długimi, wąskimi, sięgającymi bocznych brzegów ewaporatorium kanałami wyprowadzającymi. Odwłok ma listewkę brzeżną całkiem jasną lub z czarnymi punktami w tylnych kątach segmentów.

## Ekologia
Owad ten jest fitofagiem ssącym soki traw. Wykazuje się ciepłolubnością i preferowanym przez nicgo siedliskiem są murawy stepowe. Stadium zimującym są owady dorosłe. W warunkach środkowoeuropejskich larwy można spotkać do początku września, a dorosłe nowego pokolenia obserwuje się od połowy lipca.

## Występowanie
Gatunek palearktyczny z centrum występowania w krajach śródziemnomorskich i środkowazjatyckich. W Europie znany jest z Portugalii, Hiszpanii, Francji, Belgii, Luksemburgu, Szwajcarii, Liechtensteinu, Austrii, Włoch, Niemiec, Polski, Czech, Słowacji, Węgier, Białorusi, Ukrainy, Słowenii, Chorwacji, Bośni i Hercegowiny, Czarnogóry, Serbii, Macedonii Północnej, Grecji, Mołdawii, Rumunii, Bułgarii, Turcji i Rosji. W Polsce znany jest tylko z dwóch stanowisk: Gródka i Babiej Góry.